# Бил/Бјен
Бил/Бјен (фр. Bienne, итал. Bienna) је десети по величини град у Швајцарској. Бил/Бјен је други по величини град у оквиру Кантона Берн.
Бил/Бјен је најпознатији по томе што је највеће место у држави са традиционално мешовитим (немачко-француским) становништвом у Швајцарској.

## Природне одлике
Бил/Бјен се налази у западном делу Швајцарске. Од најближег већег града Берна град је удаљен 40 km северозападно.
Рељеф: Бил/Бјен је смештен у области Швајцарске висоравни, на приближно 430 m надморске висине. Град се налази недалеко од истоименог Билског језера, једног од најважнијих у држави. Град се образовао на платоу на североисточној страни језера. Изнад града се стрмо издиже се планина Јура.
Клима: Клима у Билу/Бјену је умерено континентална.
Воде: Бил/Бјен се налази близу Билског језера, једног од највећих језера у држави. Јужно од града протиче река Ар.

## Историја
Подручје Била/Бјена је насељено још у време праисторије и старог Рима, али није имало изразитији значај.
У 11. веку овде се јавља насеље са назнакама града, да би градска права стекло 1275. г. Године 1352, град се припојио војводству са средиштем у оближњем граду Берну и ова околност се задржала до данас. Уласком војводства у савез Швајцарске конфедерације и Бил/Бјен са околином се припајају овом савезу. Ово стање ће се задржати до данас изузев неколико година током Наполеонових ратова.
Током 19. века Бил/Бјен се почиње полако развијати и јачати економски. Ово благостање се задржало до данас.

## Становништво
Бил/Бјен је 2008. године имао око 50.000 становника или готово 2 пута више него на почетку прошлог века. Од тог броја 27,2% су страни држављани.
Језик: Бил/Бјен је данас најпознатији по томе што је највеће место са мешовитим (немачко-француским) становништвом у Швајцарској, па је званично двојезични град. Швајцарски Немци чине већину становништва и немачки језик преовлађује у граду (55,4%). Удео швајцарских Француза није занемарљив, они чине значајан део становништва града и француски језик је такође чест у матерњој употреби (28,1%). Међутим, градско становништво је током протеклих неколико деценија постало веома шаролико, па се на улицама града чују бројни други језици. Тако се данас ту могу чути и италијански и српскохрватски језик.
Вероисповест: Месно становништво је од 15. века протестантске вере. Међутим, последњих деценија у граду се знатно повећао удео других вера. И данас су грађани већином протестанти, али ту живе и мањински римокатолици, атеисти, муслимани и православци.

## Привреда
Бил/Бјен је веома познат по изради швајцарских часовника. Неке познате марке сатова као што су "Своч", "Омега" или "Ролекс" се управо овде производе.
Град је познат по услугама које се ослањају на вишејезичност месног становништва. Тако су смештени бројни позивни сервиси на нивоу државе.

## Знаменитости града
Бил/Бјен има добро очувано старо градско језгро са неколико тргова, старим, кривудавим улицама, велелепним црквама и палатама. Градска катедрала датира из 15. века.
За потребе ЕКСПОа 2002. године изграђен је комплекс савремених грађевина, које су данас туристички посећене и препознтљиве.

## Партнерски градови
- Исерлон

## Галерија
- Градска катедрала
- Трг у старом граду
- Комплекс Експоа 2002.
- Градски парк